# オーストラリア憲法
オーストラリア憲法（オーストラリアけんぽう、英語: Constitution of Australia）は、オーストラリアの憲法である。
次の3法で構成される。
1. オーストラリア連邦憲法（Constitution of the Commonwealth of Australia）
2. ウェストミンスター憲章
3. 1986年オーストラリア法

## 概要

### オーストラリア連邦憲法
オーストラリア連邦憲法は、植民地時代にイギリスの法律として制定された。前文で、英国国王が国家元首であると定められ、その代理は総督であると明記されている。第一章では立法府について定められている。連邦議会は二院制によって構成され、それぞれの議員選出方法が明記されている。第二章では行政権について定められている。第63条によると、首相は連邦行政機関から選出され、総督はその助言によって行動しなければならないと定められている。1975年にジョン・ロバート・カー総督がゴフ・ホイットラム首相を解任するという出来事が起きたが、これも64条に総督による首相の罷免権が明確に記されているので、憲法上は違憲ではない。第三章では司法権について定められている。高等裁判所は同国の最高裁であり、憲法解釈もここが行う。

### ウェストミンスター憲章
1942年にウェストミンスター憲章採択法が成立し、ウェストミンスター憲章を採択したことにより、イギリスの法に関係なく、軍事・外交・内政政策をオーストラリア政府が独自に行うことが可能となった。